# Avinyonet del Penedès
Avinyonet del Penedès är en kommun i Spanien. Den ligger i provinsen Província de Barcelona och regionen Katalonien, i den östra delen av landet, 500 km öster om huvudstaden Madrid. Antalet invånare är 1 716. Arean är 29,0 kvadratkilometer. Avinyonet del Penedès gränsar till La Granada, Subirats, Olesa de Bonesvalls, Olivella, Olèrdola, Sant Cugat Sesgarrigues och Santa Fe del Penedès.
Terrängen i Avinyonet del Penedès är platt åt sydväst, men åt nordost är den kuperad.